# Perdita erythropyga
Perdita erythropyga är en biart som beskrevs av Timberlake 1962. Perdita erythropyga ingår i släktet Perdita och familjen grävbin. Inga underarter finns listade i Catalogue of Life.